# Havareciciîna, Zolociv
Havareciciîna (în ucraineană Гавареччина) este un sat în comuna Bilîi Kamin din raionul Zolociv, regiunea Liov, Ucraina.

## Demografie
Componența lingvistică a localității Havareciciîna
     Ucraineană (100%)
Conform recensământului din 2001, toată populația localității Havareciciîna era vorbitoare de ucraineană (100%).